# Середньоверхньонімецька мова

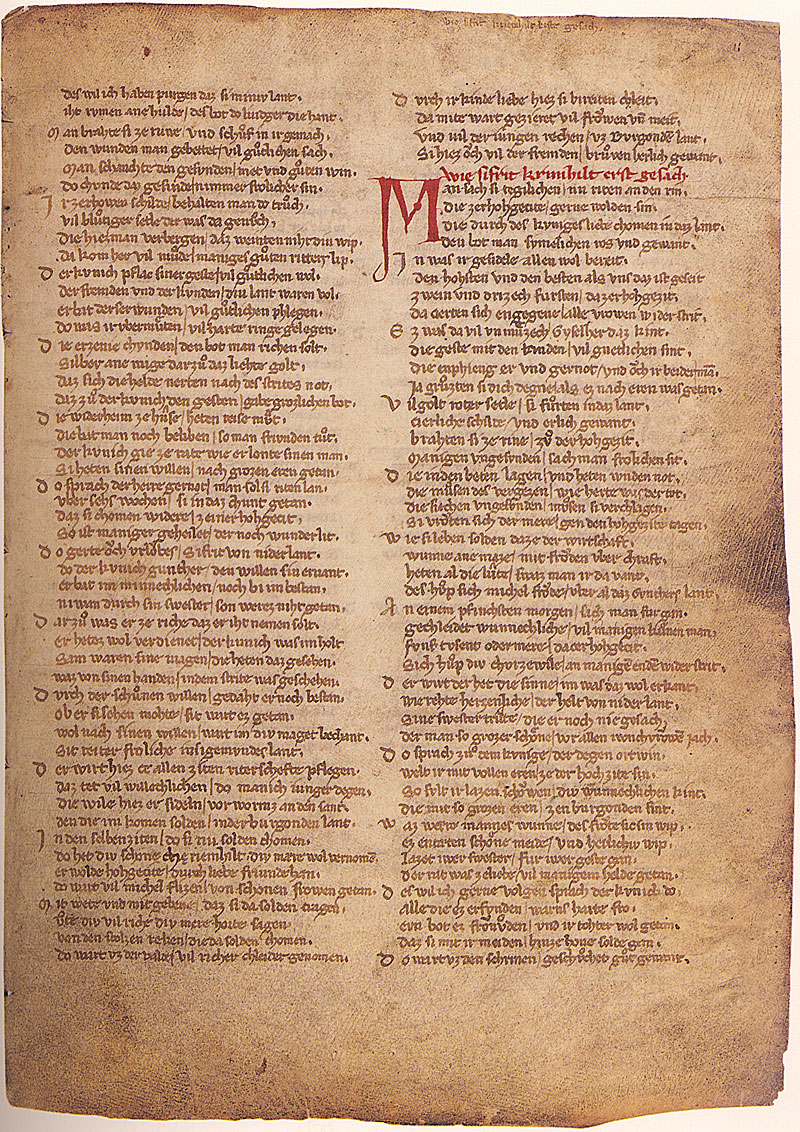
Сторінка «Пісні про Нібелунгів»

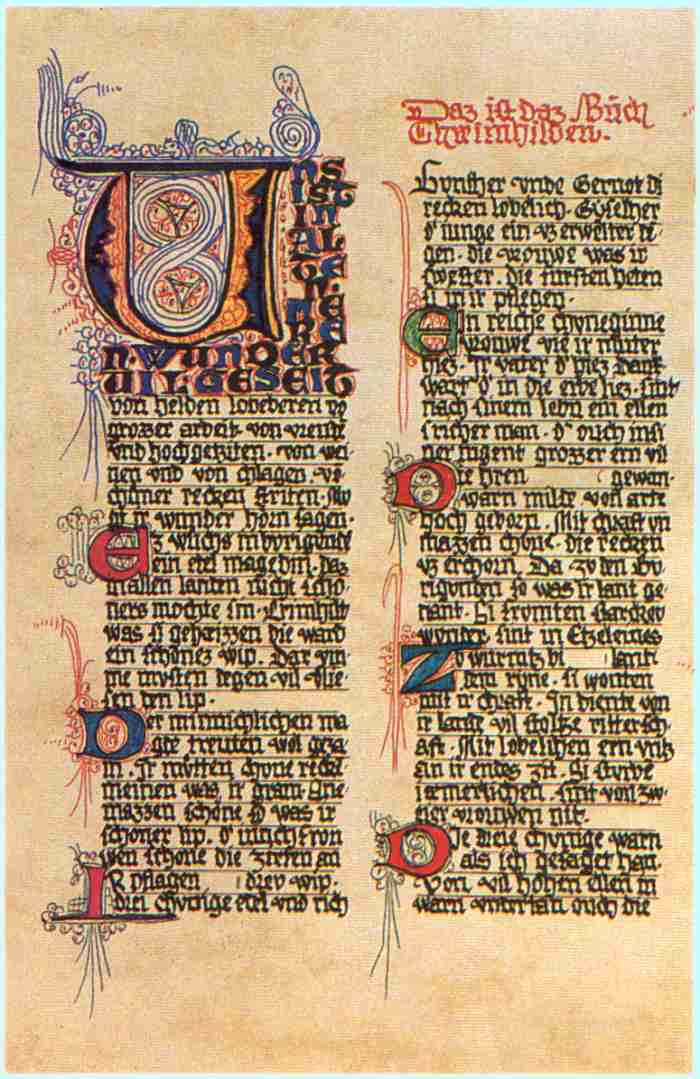
Кінець другої та початок третьої авентюри «Пісні про Нібелунгів»

Середньоверхньонімецька мова (СВН, нім. Mittelhochdeutsch) — позначення періоду в історії німецької мови приблизно від 1050 по 1350 рр. (деякі дослідники зазначають як час закінчення періоду 1500 рік).
Середньоверхньонімецькій мові передує давньоверхньонімецька мова (750–1050). За середньоверхньонімецькою мовою іде ранньонововерхньонімецька мова (рнвн). Середньоверхньонімецька мова — це перш за все літературна мова; розмовну мову цього періоду практично не зафіксовано у письмових джерелах. До найвідоміших літературних пам'яток відносяться «Пісня про Нібелунгів», «Персіваль» Вольфрама фон Ешенбаха, «Трістан» Ґотфріда фон Штрасбурґа, поезія Вальтера фон дер Фоґельвайде в жанрі мінезангу (лицарської інтимної поезії).
Від давньоверхньонімецької мови середньоверхньонімецька відрізняється перш за все редукцією ненаголошених голосних як в середині, так й наприкінці слова. У зв'язкові з редукцією спостерігається позиційне випадання голосних або цілих складів. Від нововерхньонімецької середньоверхньонімецька мова відрізняється вокалізмом кореневого складу; в середньоверхньонімецькій проявляються короткі голосні у відкритому наголошеному складі, а у рнвн вони завдяки подовженню голосного редукуються.
Середньоверхньонімецька не є єдиною нормативною мовою Німеччини того часу. Вона охоплює діалекти регіонів — середньонімецьких (тюрінґський, гессенський, рейнсько-франкський) та верхньонімецьких (алеманський, баварський). Середньоверхньонімецька не була єдиною надрегіональною мовою. Не існувало також єдиного правопису. Для видання текстів головних середньоверхньонімецької поезії, словників та підручників граматики використовувалася «стандартизована середньоверхньонімецька мова», виникнення якої багато в чому пов'язане з іменем Карла Лагманна. «Стандартизована верхньонімецька мова» — ідеальна форма середньоверхньонімецької мови, яка передає лише маленьку частину тієї мовленнєвої дійсності.

## Система голосних середньоверхньонімецької мови
- Короткі голосні: a, e, i, o, u, ä, ö, ü
- Довгі голосні: â, ê, î, ô, û, æ, œ, iu (довге ü)
- Дифтонги: ei, ie, ou, öu, uo, üe

Важливо підкреслити, що ei вимовляється як e+i (не як ai в нововерхньонімецькій, а як «ei» або «ij» у нідерландській мові), ie — не як довге i, а як i+e.
Найголовніші зміни переходу від свн та рнвн стосувались системи вокалізму:
- перехід середньоверхньонімецьких довгих голосних /î, iu, û/ у дифтонги /ei, eu/äu, au/ (ранньонововерхньонімецьке дифтонгування). Наприклад, mîn > mein, vriunt > Freund, hûs > Haus

- перехід середньоверхньонімецьких дифтонгів /ie, üe, uo/ у довгі голосні /i, ü, u/ (ранньонововерхньонімецьке монофтонгування). Наприклад, liep > lieb, müede > müde, bruoder > Bruder

- середньоверхньонімецькі дифтонги /ei, öu, ou/ ставали відкритими. Наприклад, bein > Bein, böume > Bäume, boum > Baum

- всі середньоверхньонімецькі короткі голосні /a, e, i, o, u, ä, ö, ü/ у відкритому складі ставали довгими.

## Система приголосних средньоверхньонімецької мови
- Сонорні:
  - плавні l, r
  - носові m, n
  - напівголосні u (w) до XIII століття, i

- Змичні:
  - глухі p, t, k [kw]
  - напівдзвінкі b, d, g
- Щілинні:
  - глухі f(v), s/ss, sch, ch(h)
  - дзвінкі w(v) від XIII століття, j
- Придихові: h
- Аффрікати: pf (ph), z/zz [ts], kck (cch)

## Інші зміни
- іменники писалися з великої літери (в середньоверхньонімецькій мові з великої літери писалися імена)
- приглушення приголосного на кінці слова у ранньоверхньонімецькій графічно не відображується, застосовується орфограція (напр., середньоверхньонімецький tac = Tag [наприкінці слова вимовляється «k»])
- палаталізація «s»